# Большие Томики
Большие То́мики (фин. Tammikko) — деревня в Аннинском городском поселении Ломоносовского района Ленинградской области.

## История
На карте Ингерманландии А. И. Бергенгейма, составленной по шведским материалам 1676 года, обозначена деревня Tamila.
На «Топографической карте окрестностей Санкт-Петербурга» Военно-топографического депо Главного штаба 1817 года упомянута деревня Тамикова, состоящая из 5 крестьянских дворов.
На карте Санкт-Петербургской губернии Ф. Ф. Шуберта 1834 года также обозначена деревня Тамикова.

ТАМИКОВОЙ — деревня принадлежит государю великому князю Константину Николаевичу, число жителей по ревизии: 21 м. п., 18 ж. п. (1838 год)

В пояснительном тексте к этнографической карте Санкт-Петербургской губернии П. И. Кёппена 1849 года она записана как деревня Tammiko (in der Revision: Hirwosi und Tammikowa) (Тамикова и Хирвози) и указано количество её жителей на 1848 год: эвремейсов — 24 м. п., 26 ж. п., всего 50 человек.
На карте профессора С. С. Куторги 1852 года деревня не обозначена.

ТАММИКОВА — деревня Красносельской удельной конторы Шунгоровского приказа, по просёлочной дороге, число дворов — 4, число душ — 12 м. п. (1856 год)

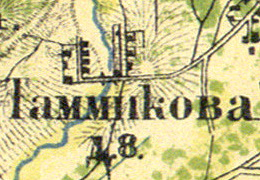
Деревня Таммикова на карте 1860 года

Согласно «Топографической карте частей Санкт-Петербургской и Выборгской губерний» в 1860 году деревня называлась Таммикова и насчитывала 8 крестьянских дворов.

ТАММИКОВА — деревня Павловского городского правления при ручье Роголовском, число дворов — 8, число жителей: 13 м. п., 22 ж. п. (1862 год)

В 1885 году деревня называлась Таммиково и также насчитывала 8 дворов.
В XIX веке деревня входила в состав Константиновской волости 1-го стана Петергофского уезда Санкт-Петербургской губернии, в начале XX века — 2-го стана. По приходским данным население деревни было исключительно финским.
К 1913 году количество дворов в деревне Таммиково уменьшилось до 3.
Согласно данным переписи населения СССР 1926 года в деревне Таммиково Ямолайзинского сельсовета Стрельнинской волости Троцкого уезда проживали 58 человек, все финны.
По данным 1933 года деревня называлась Таммликево и входила в состав Шунгоровского финского национального сельсовета Ленинградского Пригородного района.

План деревни Таммиково. 1939 год

Согласно топографической карте РККА 1939 года деревня называлась Таммиково и насчитывала 13 дворов. 
По данным 1966 года деревня Большие Томики входила в состав Шунгоровского сельсовета
По данным 1973 и 1990 годов деревня Большие Томики входила в состав Аннинского сельсовета.
В 1997 году в деревне Большие Томики Аннинской волости проживал 1 человек, в 2002 году — 29 человек (русские — 83 %), в 2007 году — 34.

## География
Деревня расположена в северо-восточной части района, к западу от посёлка Аннино на автодороге 41К-139 (Аннино — Разбегаево).
Расстояние до посёлка Аннино — 1 км.
Расстояние до ближайшей железнодорожной станции Горелово — 8 км.

## Демография
| 1862 | 2002 | 2007 | 2010 | 2017 |
| ---- | ---- | ---- | ---- | ---- |
| 35   | ↘29  | ↗34  | ↗99  | ↗114 |

## Улицы
Безымянный переулок, Будилинская, Владимирская, Воскресенская, Деревенский переулок, Детская, Загородная, Краевая, Никольская, Окраинная, Отрадный переулок, Радужная, Срединная, Тополиная, Уютный переулок.